# 정보 매체
정보매체란 매우 포괄적인 개념으로, 정보와 지식을 담는 그릇 혹은 정보 전달의 수단이며 매개체이다.
정보 매체는 크게는 매스 미디어와 같이 올드 미디어(Old Media)와 뉴 미디어(New Media)로 나뉘며 일반적으로 특정 정보를 인간에게 전달하는 수단으로써의 의미를 가진다. 가장 원시적인 정보 매체로는 인간의 음성을 특정 주파수의 진동과 파동으로 다른 인간에게 전달해주는 공기이다. 이와같은 정보 매체는 인류의 발전에 따라 공기에서 벽화를 그리던 벽, 문서, 컴퓨터 등의 흐름을 타고 오늘날 길거리에 흔히 보이는 광고판과 물질적인 형태가 없는 웹사이트, SNS(소셜 네트워크 서비스) 등의 형태로 진화했다.

## 뉴 미디어와 올드 미디어
올드 미디어는 뉴 미디어가 출현하기 이전까지 일반적으로 대중 매체라고 불리던 것으로, 대중성, 획일성, 일방성, 동시성, 수동성 등의 특징을 가지고 있다. 신문, 잡지, 서적, 포스터, 전단 등의 활자 매체와 TV, 영화, 컴퓨터 등의 영상매체, 그리고 라디오, 음반 등의 음성매체가 여기에 속한다.
뉴 미디어(new media)는 영화, 그림, 음악, 언어, 문자 등의 전통적인 전달 매체에 컴퓨터와 통신 기술, 스마트 모바일 기기, 인터넷 등이 갖는 높은 상호작용성이 더해져 만들어진 새로운 개념의 매체를 가리킨다. 뉴 미디어를 통하면 원하는 콘텐츠를 언제 어디서나 어떤 기기를 통해서도 접근할 수 있으며, 콘텐츠에 대한 이용자의 자유로운 피드백을 허용하여 높은 상호작용성을 갖는다. 뉴 미디어는 전통적인 매체와 달리 디지털화된 콘텐츠를 가지며 빠른 시간내 많은 양의 콘텐츠가 생성될 수 있다.

## 정보 매체의 특징
1. 기호성
- 정보매체가 달라지면 수록할 수 있는 기호가 달라진다.

2. 전달성
- 정보매체에 수록할 수 있는 기호에 의해 정보 전달의 강도가 달라진다.

3. 정보 수록성
- 정보매체가 달라지면 수록할 수 있는 정보의 양이 달라진다.

4. 전달성
- 정보매체가 달라지면 정보의 전달 속도가 달라진다.

5. 인지적 특성
- 정보매체에 따라서 정보 수용자의 인지체계가 달라짐

6. 보편성
- 정보매체에 따라서 보편성의 정도가 달라진다.

7. 편의성
- 정보 매체의 휴대 이동 및 이용의 편리성, 경제성이 달라진다.

## 같이 보기
- 매스미디어
- 뉴미디어